# Nicholas McGegan
James Nicholas McGegan (Sawbridgeworth, Hertfordshire, Inglaterra; 14 de enero de 1950) es un clavecinista, flautista y director de orquesta británico, reconocido como uno de los principales exponentes del movimiento de interpretación histórica o práctica informada.
Se educó en el Trinity College y en Corpus Christi College (Cambridge) y Oxford, participando en los primeros experimentos de música de período junto a Christopher Hogwood.
Es regente de la Philharmonia Baroque Orchestra de Berkeley, California; del Handel-Festival Gotinga y del Teatro de Drottningholm, Suecia y ha fundado la Arcadian Academy.
Ha dirigido las orquestas de Cleveland, Chicago, Atlanta, Boston, Detroit, Houston, Minnesota, Montreal, la Sinfónica de Milwaukee, la orquesta de cámara de Saint Paul, la Sinfónica de Gotemburgo, la del Royal Concertgebouw de Ámsterdam, la New World Symphony de Miami Beach, etc.
Ha dirigido óperas en Covent Garden, la Ópera de San Francisco, Opera de Santa Fe, Scottish Opera y otras casas líricas.
Posee una extensa discografía de más de 100 registros, destacándose las series barrocas junto a la mezzosoprano Lorraine Hunt Lieberson.
Ha sido honrado con honores tales como el Handel Prize y la medalla de Friends of the Drottningholm Theatre.
En junio del 2010 fue condecorado OBE (Officer of the British Empire) o Comendador de la Orden del Imperio Británico
Reside en Berkeley y Glasgow.

## Discografía de referencia
- Arne: Alfred / Mcgegan, Smith, Brandes
- Handel: Susanna, Theodora / Mcgegan, Huntl
- Handel: Judas Maccabaeus / Mcgegan, De Mey
- Handel: Clori, Tirsi E Fileno, Etc / Mcgegan
- Handel: Atalanta / Mcgegan, Farkas
- Handel: Concerti Grossi Op 6, No 1-4, Etc / Mcgegan
- Handel: Ariodante / Mcgegan, Hunt, Gondek, Saffer
- Handel: Arias For Cuzzoni, Durastanti, Senesino, Montagnana
- Handel: Atalanta / Mcgegan, Farkas, Savaria Vocal Ensemble
- Handel: Arias / Lorraine Hunt, Nicholas Mcgegan
- Handel: Floridante / Mcgegan, Minter, Zádori
- Handel: Il Pastor Fido / Mcgegan, Capella Savaria
- Handel: Messiah / Mcgegan, Hunt, Williams, Minter, Parker
- Handel: Serse / Mcgegan, Asawa, Thomas, Hanover Band
- Handel: Solomon / Mcgegan, Mead, Labelle, Mcfadden
- Purcell: Dido & Aeneas / Mcgegan, Hunt, Saffer, Elliott
- Rameau: Naïs / McGegan, Russell, Caley, Caddy, Et Al
- Rameau: Platée & Dardanus Suites / Nicholas McGegan, Philharmonia Baroque
- Scarlatti: Cantatas Vol 1 / Mcgegan, Brandes, Et Al
- Scarlatti: La Giuditta / Mcgegan, Zadori, Capella Savaria
- Uccellini: La Bergamasca / Mcgegan, Arcadian Academy